# Kingdom Tower
Kingdom Tower este o clădire aflată în proiect de construcție, care va fi cea mai înaltă clădire din lume.
Kingdom Tower va fi construit în orașul Jeddah din Arabia Saudită și va avea o înălțime de peste un kilometru.
Turnul va adăposti birouri, magazine și un hotel de lux.
Ultimele etaje ale turnului sunt rezervate exploatării de energie alternativă, precum cea eoliană și solară.
Construcția turnului va costa 30 de miliarde de dolari, iar perioada petrecută de o persoană care urcă cu liftul de la parter până la ultimul etaj va fi de 12 minute.